# Clemente de Ocrida

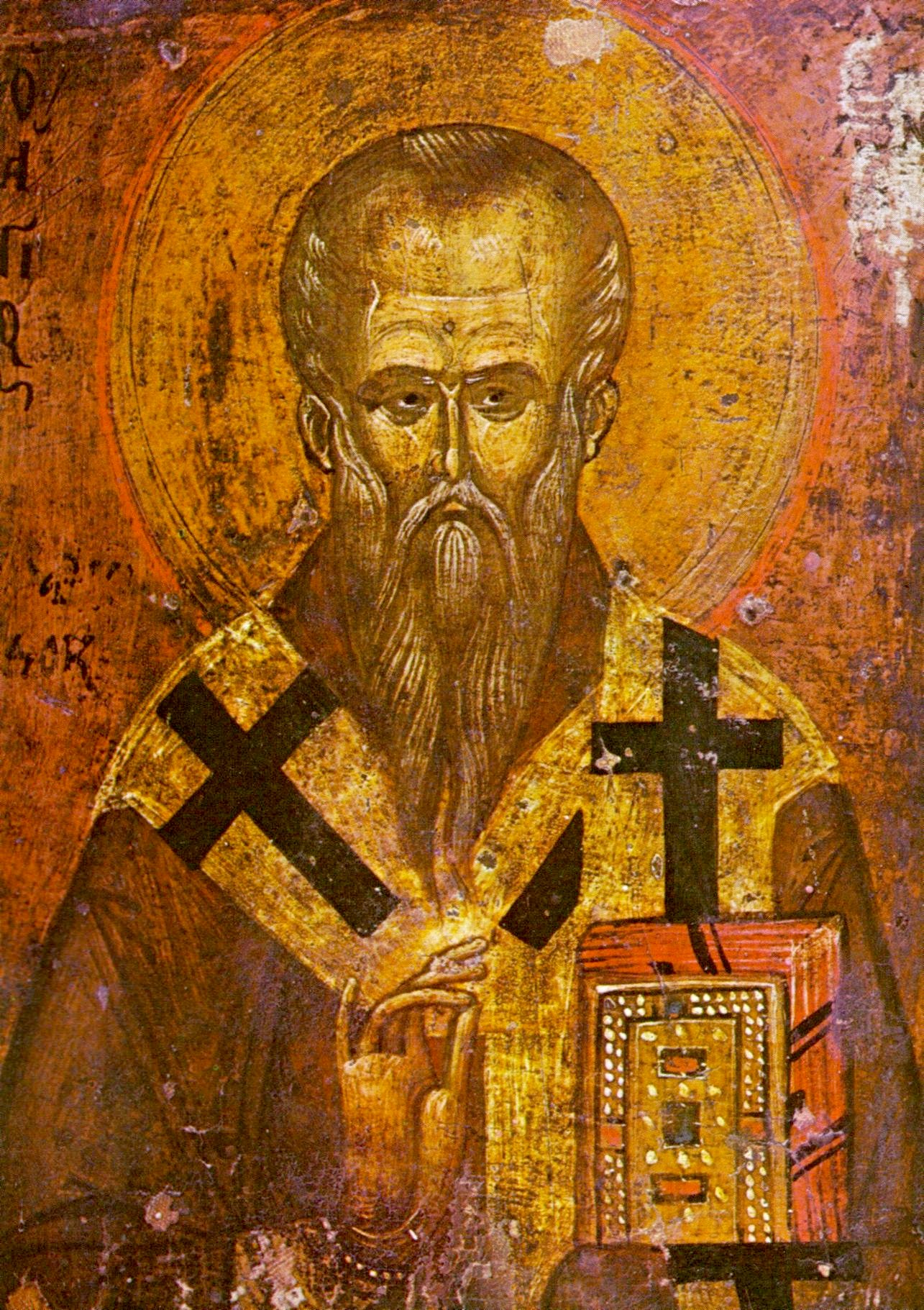
Imagen de San Clemente de Ocrida.

San Clemente de Ocrida (en búlgaro: Свети Охридски Климент, Svti Ojridski Kliment) (c. 840-916), fue un erudito y escritor medieval búlgaro, el primer arzobispo de Bulgaria y uno de los siete apóstoles de Bulgaria. La evidencia sobre su vida antes de su regreso de la Gran Moravia a Bulgaria es escasa pero de acuerdo a su hagiografía por Teofilacto de Bulgaria, Clemente nació en la parte suroeste del Imperio búlgaro, en la región de Kutmichevitsa (actual Macedonia del Norte). Hoy en día algunos historiadores sostienen que Clemente de Ocrida pertenecía a una familia de los búlgaros eslavos.
San Clemente de Ocrida fue uno de los autores en eslavo antiguo más prolíficos y más importantes. Se le atribuye la hagiografía de Cirilo y Metodio, la traducción de cantos religiosos y la escritura de dos oficios litúrgicos. 
Se le atribuye la invención del alfabeto cirílico (aunque se habría desarrollado tal vez en Preslav a comienzos del siglo X).También fundó en Ohrid una de las primeras universidades de Europa y de la Cristiandad.
La primera universidad búlgara moderna, la Universidad de Sofía, fundada en 1888, lleva su nombre. También se ha bautizado con su nombre a la Biblioteca nacional y universitaria San Clemente de Ocrida de Macedonia del Norte y a la Universidad de Bitola. La base antártica de Bulgaria en la isla Livingston de las islas Shetland del Sur, lleva también su nombre.